# Otto van Veen
Pour les articles homonymes, voir Van Veen.
Otto van Veen, dit Otto Venius ou Otto Vaenius, est un peintre maniériste et un théoricien d'art flamand, né en 1556 à Leiden (Leyde) et mort le 6 mai 1629 à Bruxelles.
Il est notamment connu pour avoir été, entre 1594 et 1598, le maître de Pierre-Paul Rubens.

## Biographie
Otto van Veen eut pour premier maître Isaac Claesz van Swanenburg, à Leyde. En 1572, en raison des conflits politiques et religieux, son père, Cornelis van Veen, partisan des Espagnols, prit la fuite avec sa famille et se réfugia à Anvers. Les conflits l'amenèrent par la suite à Aix-la-Chapelle puis à Liège. Otto van Veen y devint page dans la suite du prince-évêque Gérard de Groesbeek. À la même époque, il eut pour précepteur Dominique Lampson. C'est d'ailleurs à cette époque qu'il décida, à la manière de son maître (Lampsonius), de latiniser son nom (Vaenius). On suppose qu'en plus de l'éducation donnée par Lampson, Otto van Veen reçut des leçons de dessin et de peinture chez Jean Ramey. 
Van Veen découvre la peinture maniériste italienne lors d'un séjour à Rome en 1575, et va ensuite s'en faire l'ambassadeur auprès des artistes des Pays-Bas. Il séjourne trois ans chez son mécène, le cardinal Cristoforo Madruzzo, au Palazzo dei Penitenzieri. Il se lie d'amitié avec le peintre romain Federigo Zuccaro.
Avant de revenir dans les Flandres, Otto van Veen s'arrête à Munich, à la cour du duc Guillaume de Bavière. Pendant cette période, il se lie d'amitié avec Juste Lipse et collabore avec son frère Gijsbert (en), graveur. Ils vont d'ailleurs tous les deux à la cour de Rodolphe II à Prague, pour présenter leurs œuvres. Après 1581, il s'installe à Liège, où il entre au service du prince Ernest de Bavière. Lorsque celui-ci est nommé archevêque de Cologne, Otto van Veen devient peintre officiel du duc de Parme, Alexandre Farnèse (1545-1592), alors gouverneur des Pays-Bas du Sud. Jusqu'à la mort de Farnèse, Otto van Veen habite à Bruxelles. 
En 1593, il part pour Anvers où il devient franc-maître de la guilde de Saint-Luc. Il exécute de nombreuses commandes pour le successeur d'Alexandre Farnèse, Ernest d'Autriche.
Entre 1594 et 1600, le nom de Rubens apparaît dans les documents comme membre de l'atelier de van Veen et c'est probablement lui qui met Rubens en contact avec Vincent Ier de Mantoue.
Après la mort d'Ernest d'Autriche, Otto van Veen travaille pour son successeur, l'archiduc Albert de Habsbourg.
À partir du retour de Rubens d'Italie, en 1608, Otto van Veen se consacre à la publication de recueils d'emblèmes et d'essais philosophiques, et est en quelque sorte oublié de la cour qui trouve en Rubens son nouveau peintre.

## Relations et influences

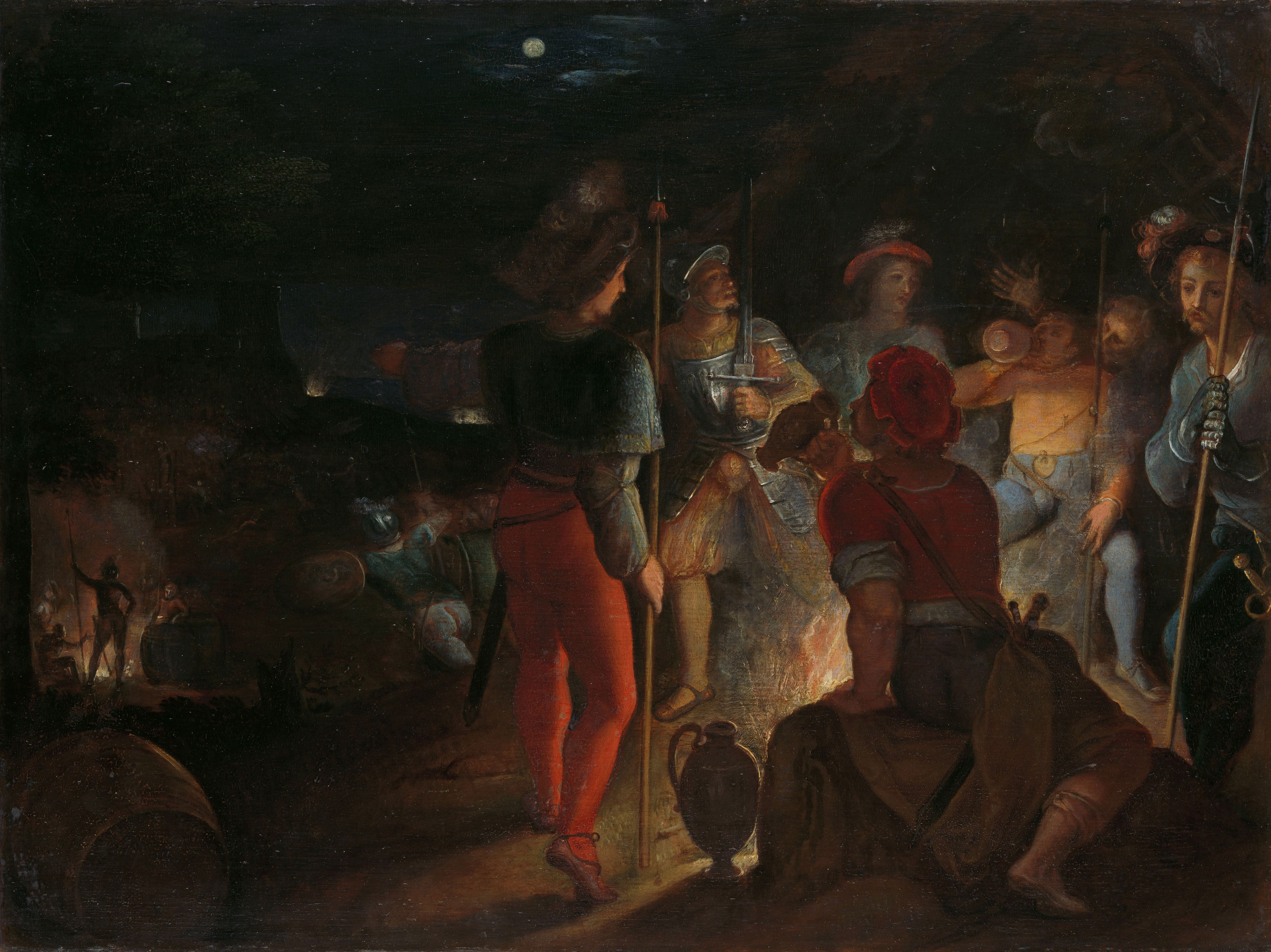
Le siège batave du camp romain de Vetera

Otto Van Veen occupe une place particulière dans l’histoire de l’art puisqu’il est un héritier des traditions archaïques et nordiques transmises par Lampsonius. 
Il est également touché par l’influence du maniérisme anversois et par celui du monde romain datant de la période de la Contre-Réforme (les Zuccaro, Cigoli). Il est un précurseur du courant baroque par son sens de la narration que l’on retrouve dans ses compositions et ainsi par une expression des attitudes et des figures importantes. 
L’œuvre d’Otto van Veen est riche par ses compositions constituées de tableaux d’autel, de peintures liées à l’histoire, d’allégories et de gravures dont il est connu pour être talentueux. Les compositions allégoriques étaient par ailleurs accompagnées de légendes latines dans le but d’en souligner le sens.
Aude Cordonnier estime que « Ses œuvres témoignent de l’érudition humaniste d’Otto Venius et reflètent bien son art à la fois archaïque, par la manière dont il inscrit les scènes dans le paysage, et novateur dans le traitement des figures »
Durant ses dernières années, il demeure avec Ambrosius Francken et Abraham Janssens et est l’un des peintres anversois les plus importants et influents de son époque. 

## Œuvres picturales

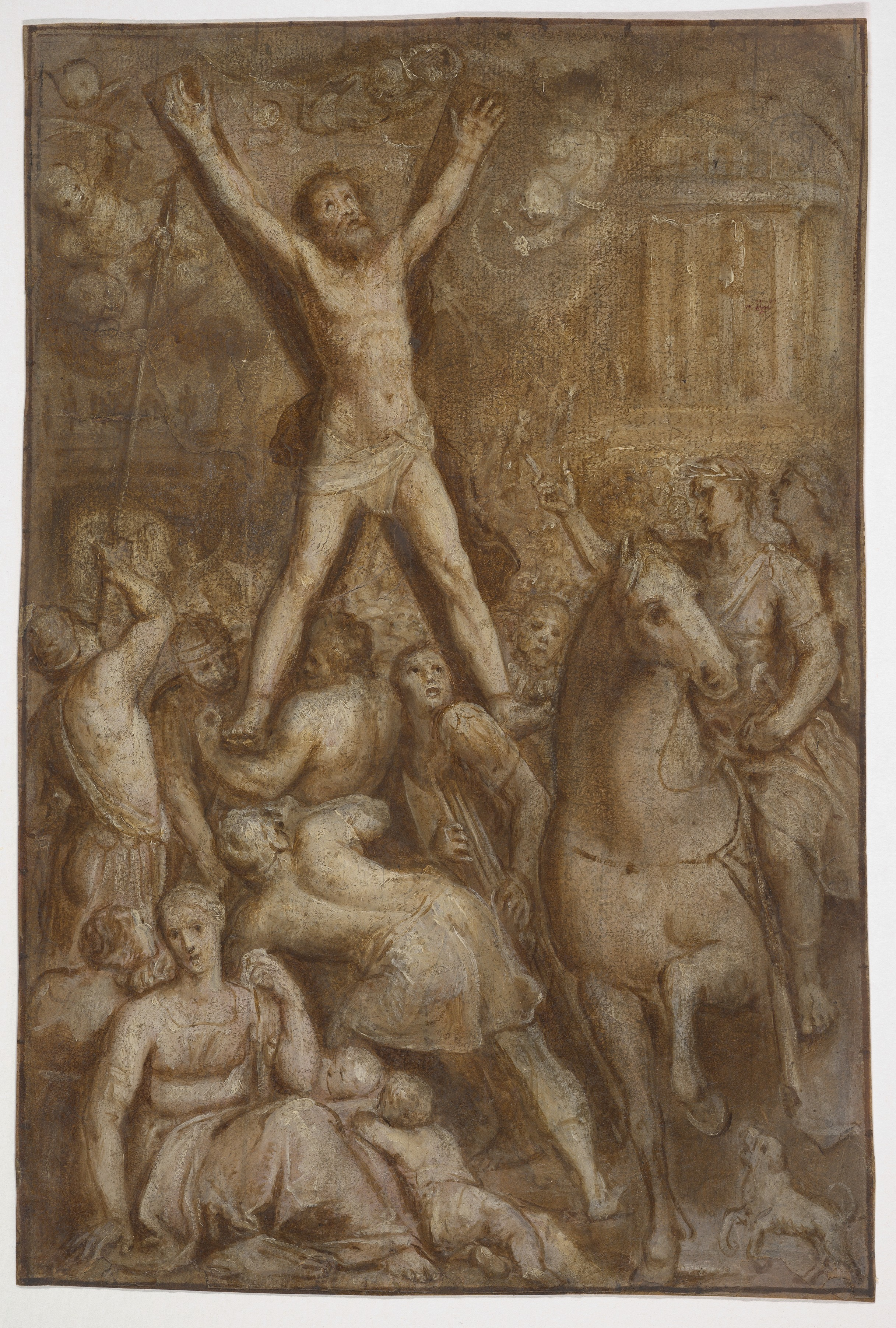
Le Martyre de saint André (vers 1595), New York, Metropolitan Museum of Art..

- Otto van Veen peignant, entouré des siens, 1584, huile sur toile, 176 × 250 cm, Paris, musée du Louvre[2].
- Portrait d'Alexandre Farnèse, 1545-1592, localisation inconnue.
- L'Adoration des mages, église Saint-André de Lille.
- La Présentation de l'Enfant Jésus au temple, église Saint-André de Lille.
- La Madeleine en pleurs, huile sur bois, musée des Beaux-Arts d'Orléans.
- Madeleine au pied de la Croix, huile sur bois, 64,5 × 50 cm, Rouen, musée des Beaux-Arts.
- Le Palais enchanté de l'Arioste, huile sur papier, 19 × 15 cm, Rouen, musée des Beaux-Arts.
- Diogène jetant son écuelle, huile sur papier, 17,5 × 14,8 cm, Rouen, musée des Beaux-Arts.
- La Cène, (1592), huile sur toile, 350 × 247 cm, cathédrale Notre-Dame d'Anvers.
- Allégorie du Temps, 1607, huile sur bois, 34 × 45 cm, Lille, musée de l'Hospice Comtesse.

## Livres d'emblèmes
- Album Amicorum , 1606.

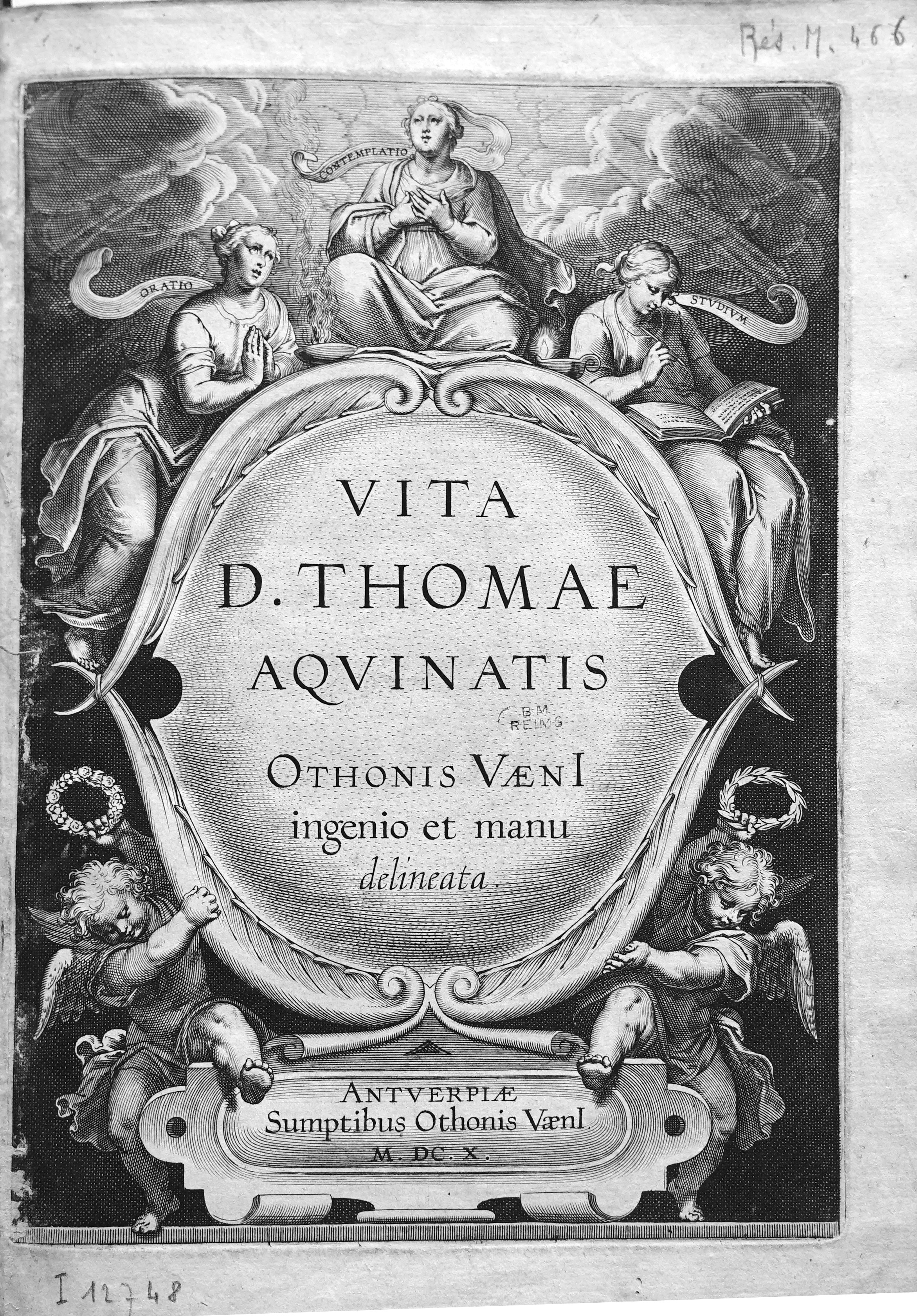
Vitae D. Thomae Aquinatsi (1610), frontiscipe.

- Quinti Horatii Flacci Emblemata, imaginibus in æs incisis, notisque illustrata, illustré de gravures sur cuivre, Anvers, Jérôme Verdussen, 1607[3],[4].
- Amorum emblemata, 1608.
- Vitae D. Thomae Aquinatsi, 1610.
- De Batavische ofte oude Hollandtsche oorloghe teghen de Romeynen, 1612.
- Historia septem infantium Lara, 1612.
- Amoris divini emblemata, 1615.
- Emblemata aliquot selectiora amatoria, 1618.
- Emblemata siva symbola principibus, viris ecclesiasticis ac militaribus, alusque usurpanda, 1624.

Illustration de deux livres de Gomberville :
- Le Théâtre moral de la vie humaine en plus de cent tableaux divers, tirez du poëte Horace par le sieur Aotho Venius ;
- La Doctrine des mœurs tirées de la philosophie des stoïques représenté en cent tableaux et expliquée en cent discours pour l'instruction de la jeunesse.

Œuvres d'Otto van Veen
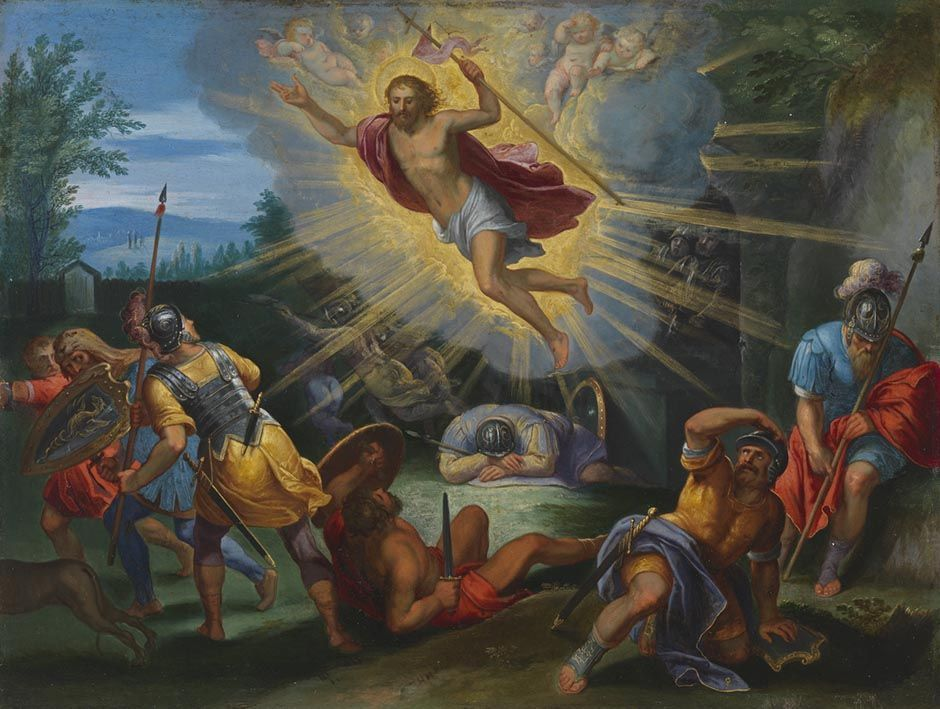
La Résurrection, Bayerische Staatsgemäldesammlungen.
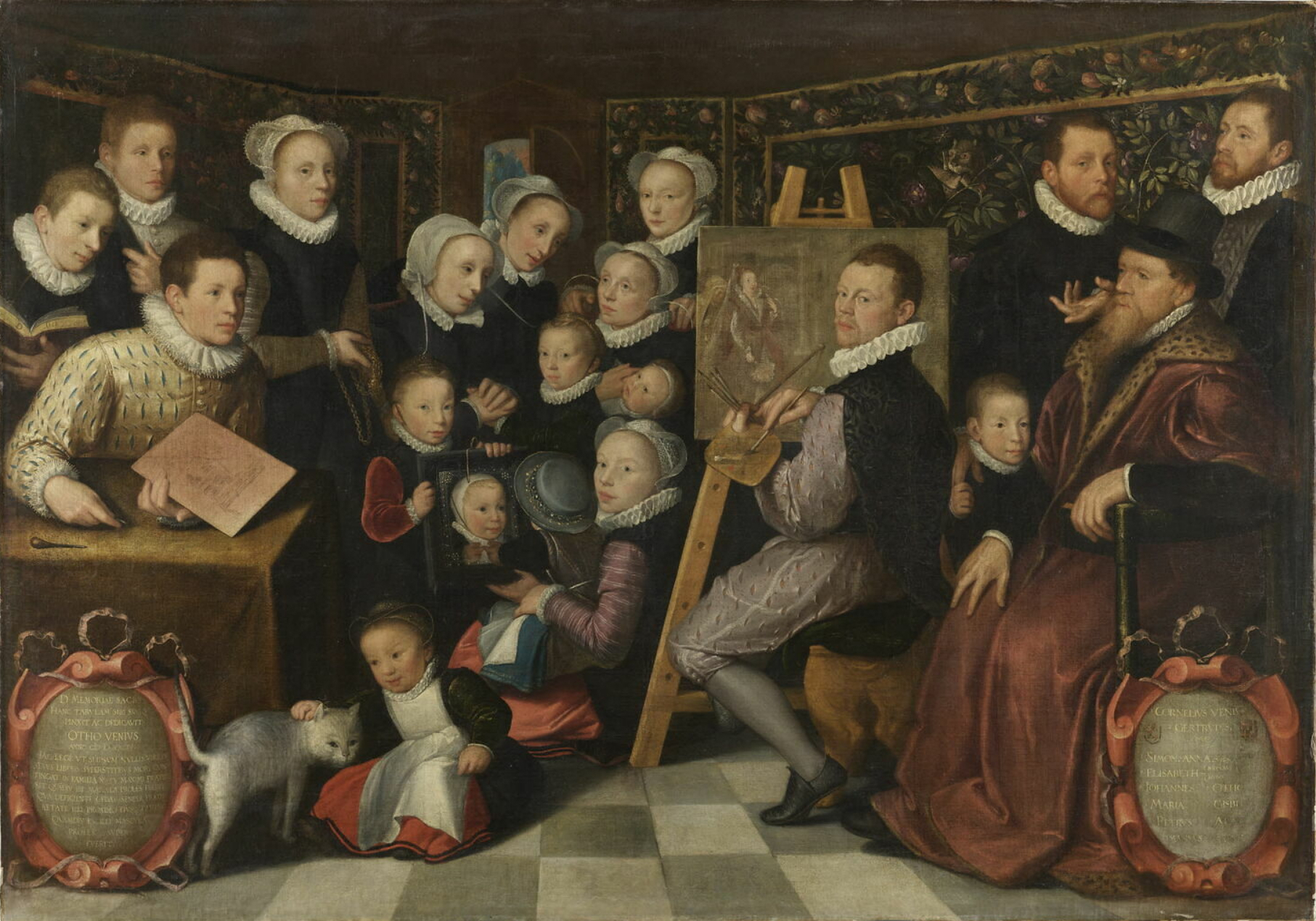
Otto Venius et sa famille, (vers 1584), Paris, musée du Louvre.
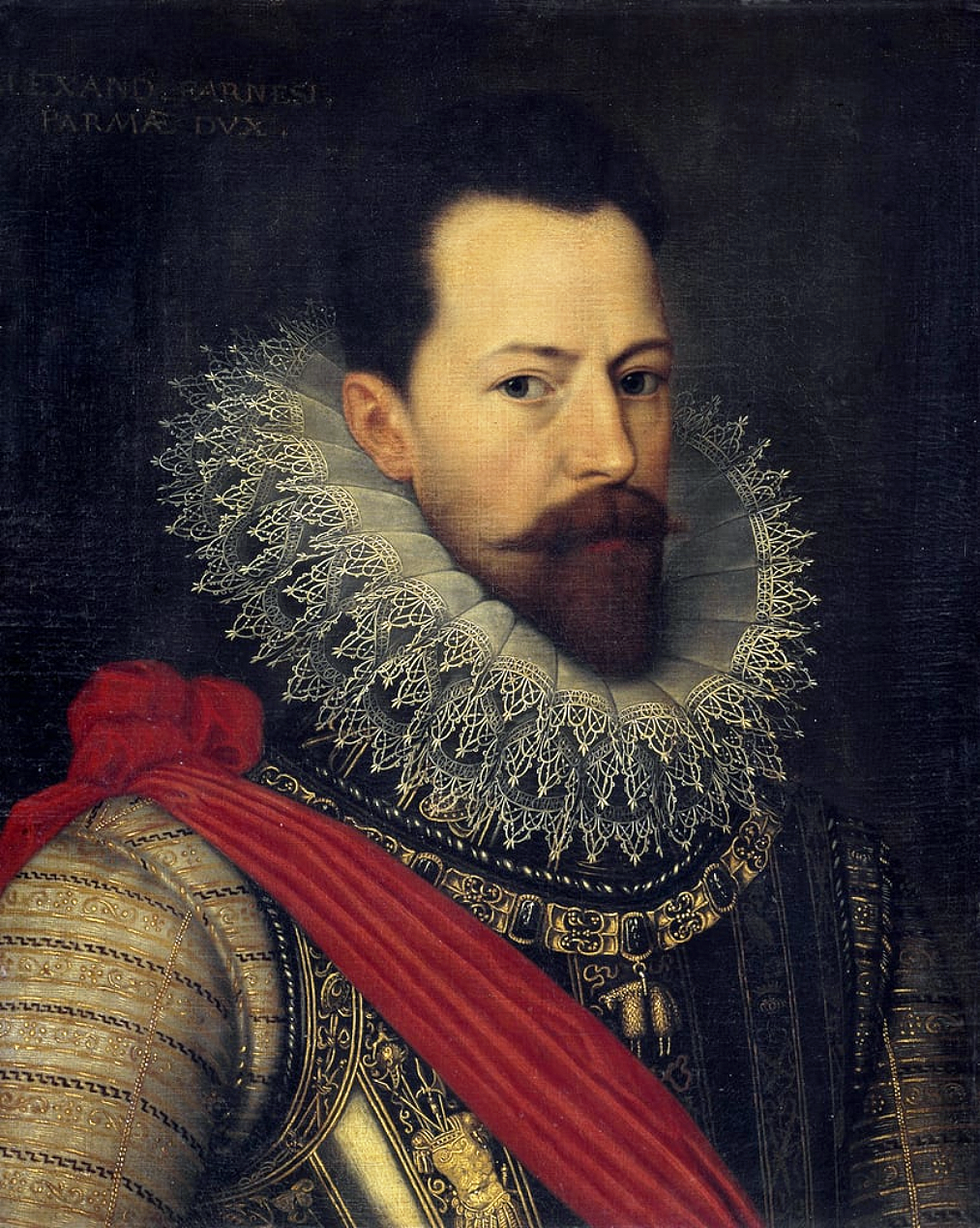
Portrait d'Alexandre Farnèse (vers 1585), localisation inconnue.
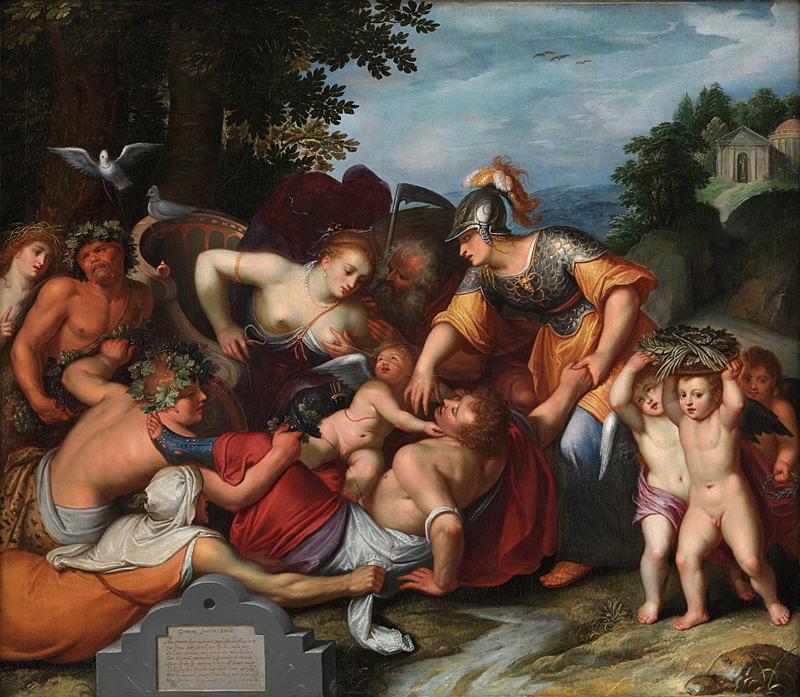
Allégorie sur les tentations de la jeunesse' (1597-1610), Statens Museum for Kunst.